# Desafío Rio Pinto

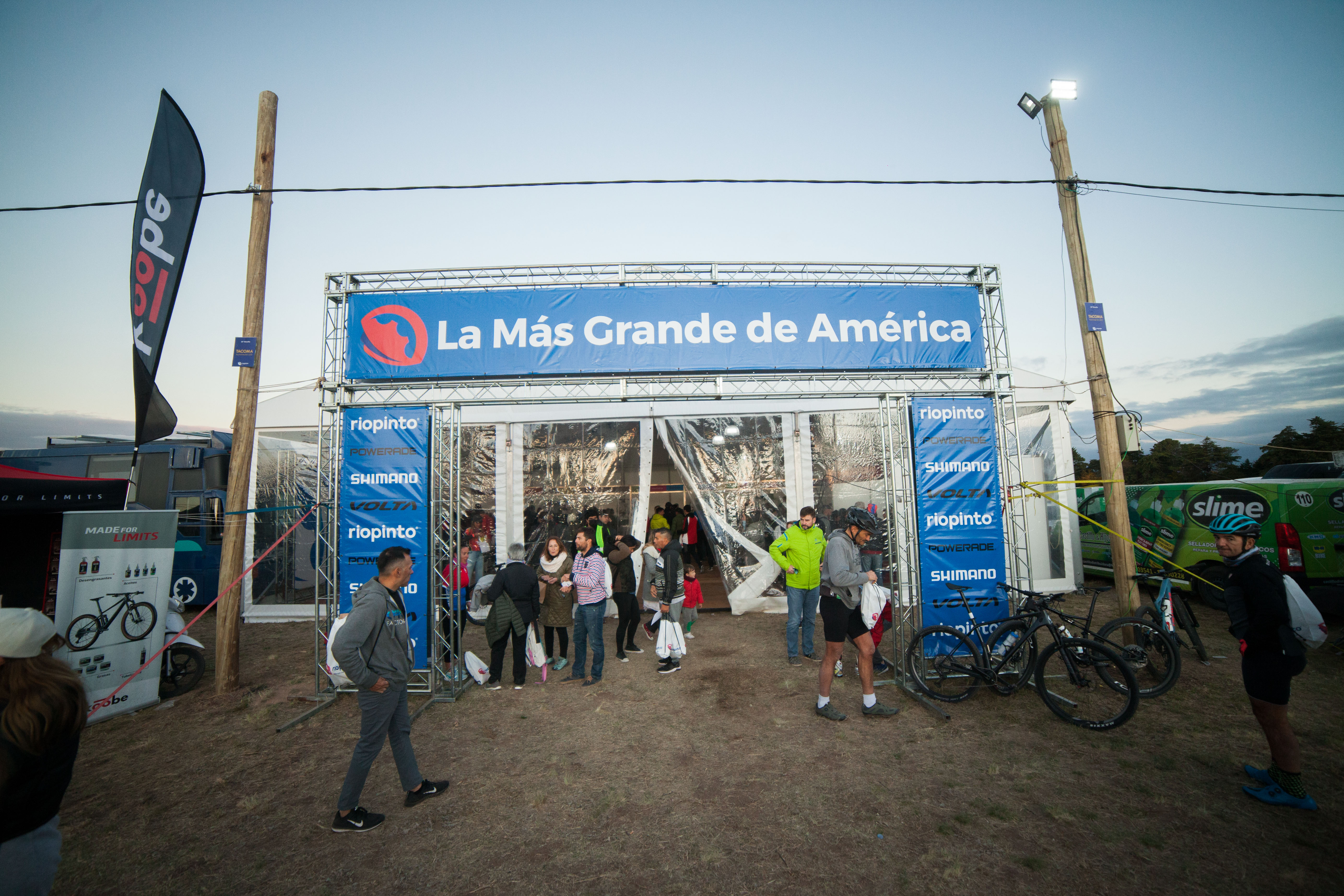

El Desafío Rio Pinto, es una carrera de ciclismo de montaña, producida y coordinada por el Club Amigos del Deporte, desde el año 1996 en la localidad de La Cumbre, Córdoba, Argentina.
Reúne a más de 5.000 participantes de diferentes latitudes que llegan año tras año para ser parte de su historia.
La competencia cubre 86 kilómetros de recorrido, a través del Valle del Río Pinto, los cuales combinan paisajes serranos, pendientes pronunciadas, escaladas, senderos rurales, cruce de vados, ríos y arroyos.

## Historia
El “Desafío Rio Pinto” es una carrera de MTB creada por el grupo fundador “Club de Amigos del Deporte” de la ciudad de La Cumbre, provincia de Córdoba.
A principios de los ’90, este grupo de entusiastas promovía el desarrollo del deporte en su comunidad a través del ciclismo, pedestrismo, natación, en eventos para todas las categorías.
La evolución en el control de las competencias específicas o combinadas, le llevó rápidamente a participar en escenarios de mayor jerarquización deportiva, provinciales y nacionales, controlando pruebas de distintas especialidades y federaciones. Generando sus propios sistemas, adquiriendo y fortaleciendo la capacidad logística, el grupo maduró la idea de un evento propio, para una especialidad nueva como el ciclismo de montaña, y con una filosofía que nunca habían encontrado en las organizaciones de otras carreras, donde actuaban contratados. Así, crearon “El Desafío al Valle del Río Pinto”. El Desafío inició un camino en 1996 con 136 inscritos, y ya ha superado las 5.000 inscripciones.

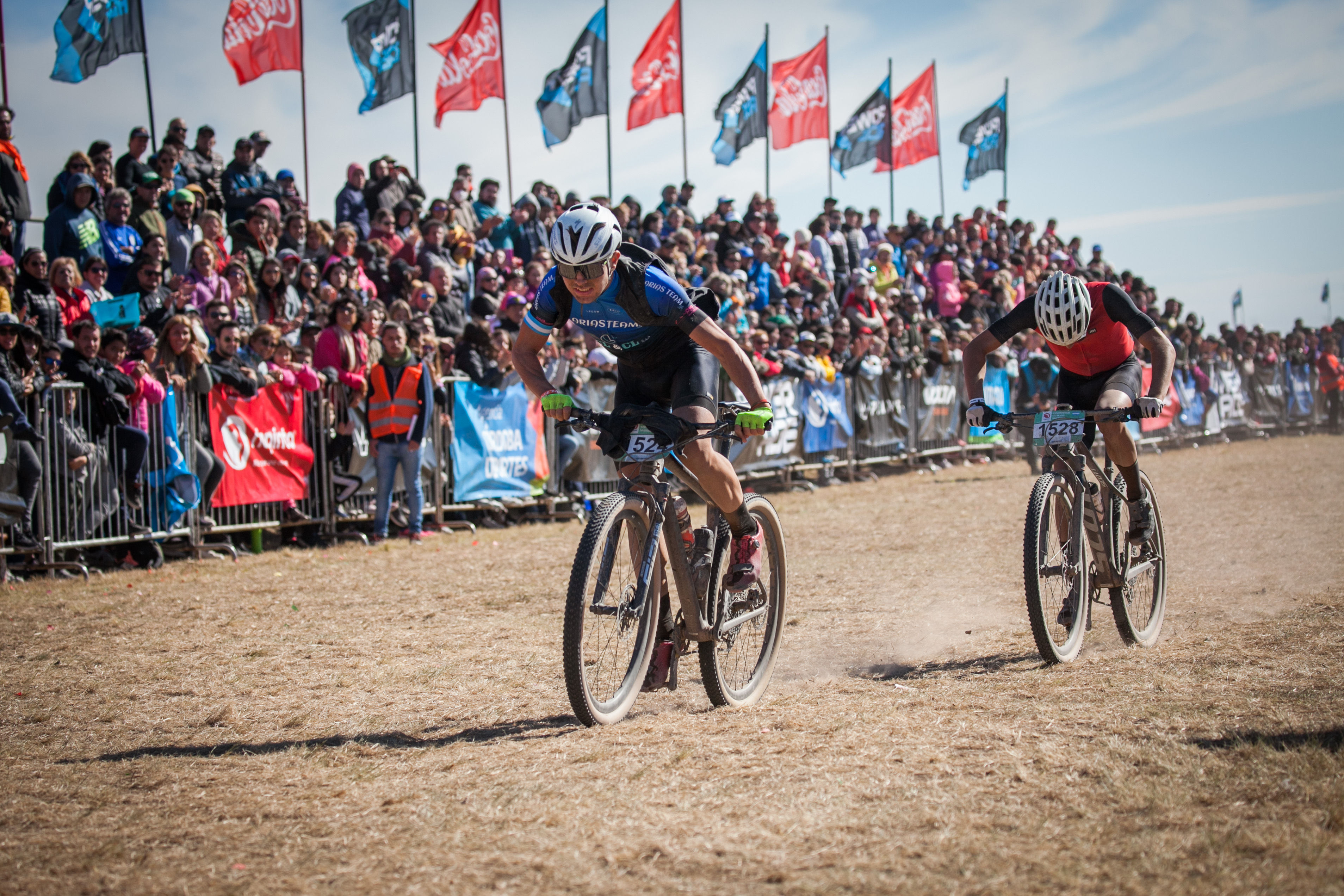

## Campeones y Campeonas del Desafío Rio Pinto (1996 - 2022)

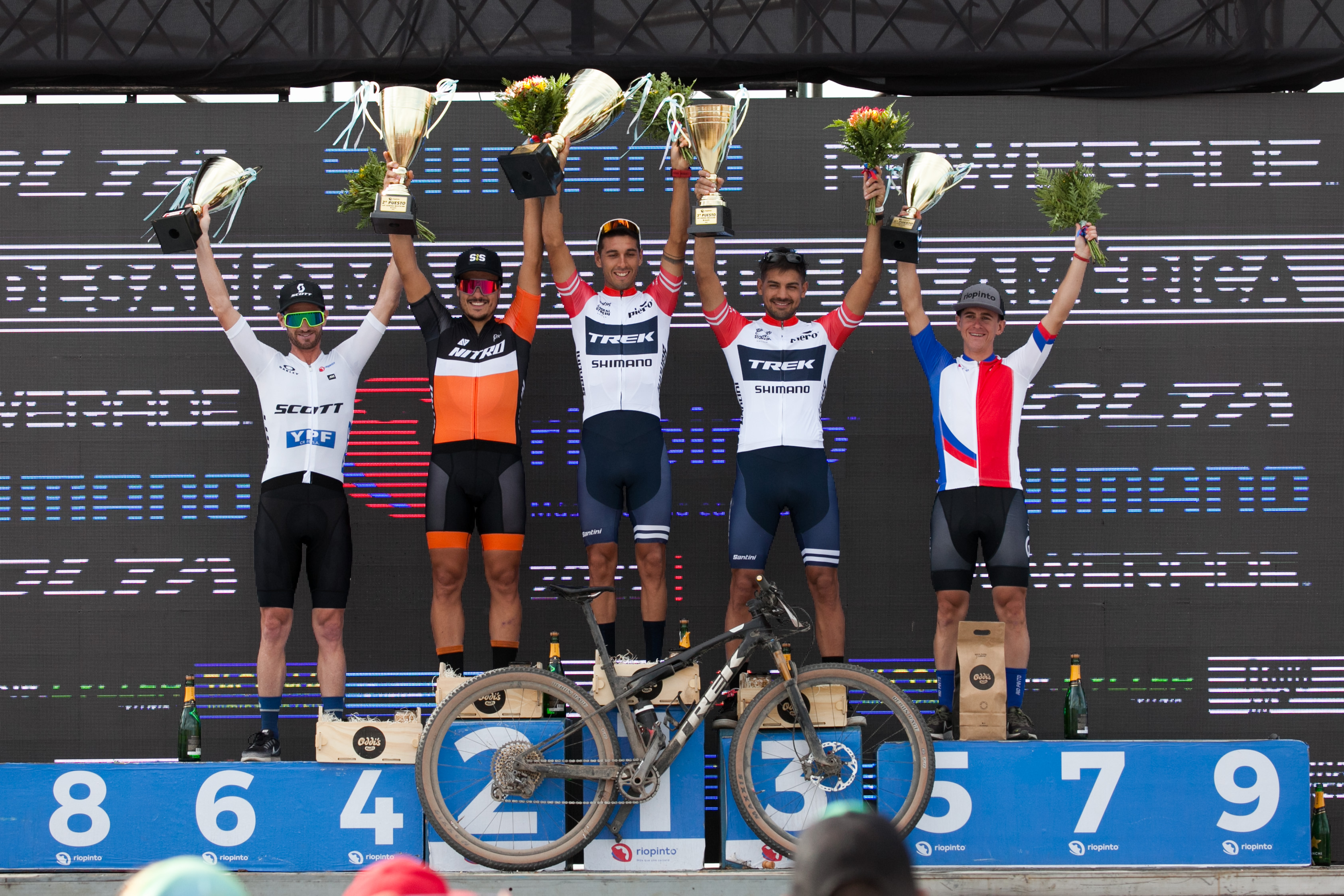

### Hombres

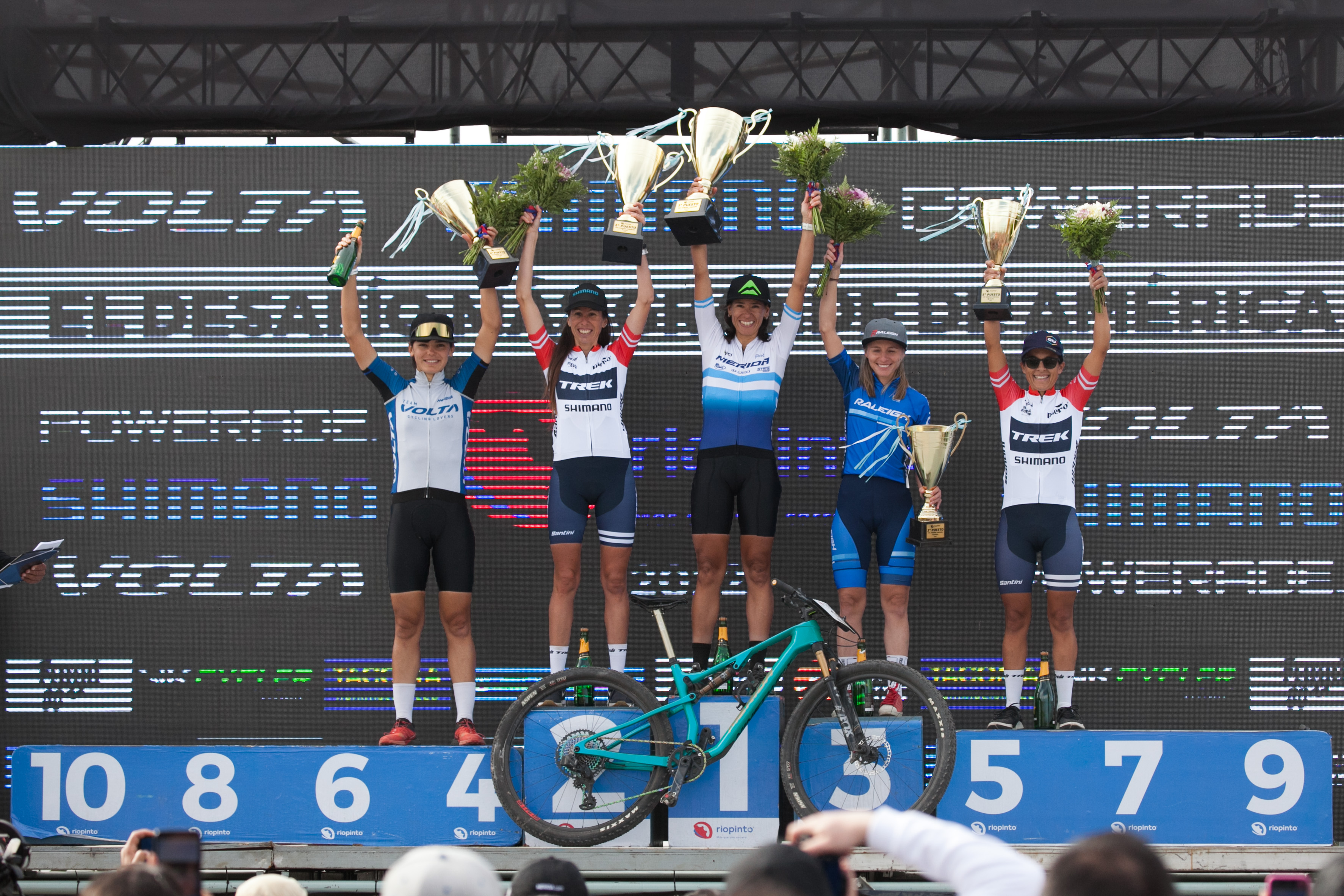

| FECHA                  | GANADOR            | PROCEDENCIA                                         | TIEMPO      | RECORRIDO                              |
| 1 de mayo del 1996     | Eduardo Medina     | Santa Rosa de Calamuchita, Córdoba, Argentina       | 01:43:36:00 | La Cumbre - Dique Cruz del Eje - 55km. |
| 1 de mayo del 1997     | Sergio Pérez       | Cruz del Eje, Córdoba, Argentina                    | 01:53:48:00 | La Cumbre - Dique Cruz del Eje - 55km. |
| 1 de mayo del 1998     | Gabriel Facchin    | Córdoba, Córdoba, Argentina.                        | 01:48:20:00 | La Cumbre - Dique Cruz del Eje - 55km. |
| 1 de mayo del 1999     | Sergio Pérez       | Cruz del Eje, Córdoba, Argentina                    | 01:51:11:00 | La Cumbre - Dique Cruz del Eje - 55km. |
| 1 de mayo del 2000     | Fabián Tapia       | Cosquín, Córdoba, Argentina                         | 01:42:46:00 | La Cumbre - Dique Cruz del Eje - 55km. |
| 1 de mayo del 2001     | Fabián Tapia       | Cosquín, Córdoba, Argentina                         | 01:44:24:00 | La Cumbre - Dique Cruz del Eje - 55km. |
| 1 de mayo del 2002     | Julio Farías       | Gaiman, Chubut, Argentina                           | 01:43:19:00 | La Cumbre - Dique Cruz del Eje - 55km. |
| 4 de mayo del 2003     | Juan Pablo Pereyra | General Cabrera, Córdoba, Argentina                 | 01:33:48:00 | La Cumbre - Dique Cruz del Eje - 55km. |
| 2 de mayo del 2004     | Pedro Bianco       | San Salvador de Jujuy, Jujuy, Argentina             | 01:48:46:00 | La Cumbre - Dique Cruz del Eje - 55km. |
| 1 de mayo del 2005     | Juan Pablo Pereyra | General Cabrera, Córdoba, Argentina                 | 02:04:22:00 | La Cumbre - Dique Cruz del Eje - 55km. |
| 30 de abril del 2006   | Ignacio Gili       | General Alvear, Mendoza, Argentina                  | 02:00:22:00 | La Cumbre - Colegio IPEM 211 - 66km.   |
| 29 de abril del 2007   | Javier Macias      | Perico, Jujuy, Argentina                            | 02:16:48:00 | La Cumbre - San Marcos Sierra - 70 km. |
| 4 de mayo del 2008     | Jorge Giacinti     | Río Tercero, Córdoba, Argentina                     | 02:27:46:00 | La Cumbre - San Esteban - 75km.        |
| 3 de mayo del 2009     | Ignacio Gili       | General Alvear, Mendoza, Argentina                  | 02:25:45:00 | La Cumbre - San Esteban - 75km.        |
| 2 de mayo del 2010     | Cristian Ranquehue | Bariloche, Río Negro, Argentina                     | 02:38:19:00 | La Cumbre - La Cumbre - 82km.          |
| 1 de mayo del 2011     | Jorge Giacinti     | Almafuerte, Córdoba, Argentina                      | 02:38:21:00 | La Cumbre - La Cumbre - 82km.          |
| 6 de mayo del 2012     | Ignacio Pereyra    | Santiago del Estero, Santiago del Estero, Argentina | 02:34:23:00 | La Cumbre - La Cumbre - 82km.          |
| 28 de abril de 2013    | Cristian Ranquehue | Bariloche, Río Negro, Argentina                     | 02:36:54:00 | La Cumbre - La Cumbre - 82km.          |
| 4 de mayo del 2014     | Marcos Aga         | Esquel, Chubut, Argentina                           | 02:41:36:00 | La Cumbre - La Cumbre - 82km.          |
| 3 de mayo del 2015     | Cristian Ranquehue | Bariloche, Río Negro, Argentina                     | 02:43:04:00 | La Cumbre - La Cumbre - 82km.          |
| 1 de mayo del 2015     | Juan Pablo Pereyra | General Cabrera, Córdoba, Argentina                 | 02:44:48:00 | La Cumbre - La Cumbre - 82km.          |
| 30 de abril del 2017   | Cristian Ranquehue | Bariloche, Río Negro, Argentina                     | 02:45:18:00 | La Cumbre - La Cumbre - 85km.          |
| 29 de abril del 2018   | Matias Baudino     | Córdoba, Córdoba, Argentina                         | 02:42:35:00 | La Cumbre - La Cumbre - 85km.          |
| 5 de mayo del 2019     | Álvaro Macías      | Santa María, Catamarca, Argentina                   | 02:48:75:00 | La Cumbre - La Cumbre - 85km.          |
| 10 de octubre del 2021 | Nicolás Tivani     | Pocito, San Juan, Argentina                         | 02:49:32:00 | La Cumbre - La Cumbre - 85km.          |
| 1 de mayo del 2022     | Nicolás Tivani     | Pocito, San Juan, Argentina                         | 02:49:29:00 | La Cumbre - La Cumbre - 86,8km.        |

### Mujeres
| FECHA                  | GANADORA              | PROCEDENCIA                             | TIEMPO      | RECORRIDO                              |
| 1 de mayo del 1996     | Sonia Antacle         | Córdoba, Córdoba, Argentina             | 02:28:22:00 | La Cumbre - Dique Cruz del Eje - 55km. |
| 1 de mayo del 1997     |                       |                                         |             | La Cumbre - Dique Cruz del Eje - 55km. |
| 1 de mayo del 1998     |                       |                                         |             | La Cumbre - Dique Cruz del Eje - 55km. |
| 1 de mayo del 1999     |                       |                                         |             | La Cumbre - Dique Cruz del Eje - 55km. |
| 1 de mayo del 2000     |                       |                                         |             | La Cumbre - Dique Cruz del Eje - 55km. |
| 1 de mayo del 2001     | Melisa Giorgis        | Río Ceballos, Córdoba, Argentina        | 02:17:21:00 | La Cumbre - Dique Cruz del Eje - 55km. |
| 1 de mayo del 2002     | María Marta Peñalver  | Concordia, Entre Ríos, Argentina        | 02:02:35:00 | La Cumbre - Dique Cruz del Eje - 55km. |
| 4 de mayo del 2003     | Mariela Brizuela      | La Falda, Córdoba, Argentina            | 01:58:58:00 | La Cumbre - Dique Cruz del Eje - 55km. |
| 2 de mayo del 2004     | Laura Benítez         | General Alvear, Mendoza, Argentina      | 02:23:04:00 | La Cumbre - Dique Cruz del Eje - 55km. |
| 1 de mayo del 2005     | Noelia Rodríguez      | Tucumán, Tucumán, Argentina             | 02:30:59:00 | La Cumbre - Dique Cruz del Eje - 55km. |
| 30 de abril del 2006   | Alejandra de Bernardi | Esquel, Chubut, Argentina               | 02:34:57:00 | La Cumbre - Colegio IPEM 211- 66km.    |
| 29 de abril del 2007   | Agustina Apaza        | San Salvador de Jujuy, Jujuy, Argentina | 02:57:17:00 | La Cumbre - San Marcos Sierra - 70 km. |
| 4 de mayo del 2008     | Agustina Apaza        | San Salvador de Jujuy, Jujuy, Argentina | 03:01:41:00 | La Cumbre - San Esteban - 75km.        |
| 3 de mayo del 2009     | Agustina Apaza        | San Salvador de Jujuy, Jujuy, Argentina | 02:59:38:00 | La Cumbre - San Esteban - 75km.        |
| 2 de mayo del 2010     | Mariela Brizuela      | La Falda, Córdoba, Argentina            | 03:19:15:00 | La Cumbre - La Cumbre - 82km.          |
| 1 de mayo del 2011     | Agustina Apaza        | San Salvador de Jujuy, Jujuy, Argentina | 03:08:07:00 | La Cumbre - La Cumbre - 82km.          |
| 6 de mayo del 2012     | Gutiérrez Inés        | San Juan, San Juan, Argentina           | 03:06:44:00 | La Cumbre - La Cumbre - 82km.          |
| 28 de abril de 2013    | Carolina Pérez        | Mar del Plata, Buenos Aires, Argentina  | 03:05:52.00 | La Cumbre - La Cumbre - 82km.          |
| 4 de mayo del 2014     | Agustina Apaza        | San Salvador de Jujuy, Jujuy, Argentina | 03:09:53:00 | La Cumbre - La Cumbre - 82km.          |
| 3 de mayo del 2015     | Agustina Apaza        | San Salvador de Jujuy, Jujuy, Argentina | 03:14:04:00 | La Cumbre - La Cumbre - 82km.          |
| 1 de mayo del 2015     | Agustina Apaza        | San Salvador de Jujuy, Jujuy, Argentina | 03:20:13:00 | La Cumbre - La Cumbre - 82km.          |
| 30 de abril del 2017   | Carolina Pérez        | Mar del Plata, Buenos Aires, Argentina  | 03:14:32:00 | La Cumbre - La Cumbre - 85km.          |
| 29 de abril del 2018   | Carolina Pérez        | Mar del Plata, Buenos Aires, Argentina  | 3:10:48:00  | La Cumbre - La Cumbre - 85km.          |
| 5 de mayo del 2019     | Yesica Cantelmi       | General Pico, La Pampa, Argentina       | 03:19:38:00 | La Cumbre - La Cumbre - 85km.          |
| 10 de octubre del 2021 | Yesica Cantelmi       | General Pico, La Pampa, Argentina       | 03:14:03:00 | La Cumbre - La Cumbre - 85km.          |
| 1 de mayo del 2022     | Agustina Apaza        | San Salvador de Jujuy, Jujuy, Argentina | 03:23:10:00 | La Cumbre - La Cumbre - 86,8km.        |